# Gauribidanur
Gauribidanur é uma cidade no distrito de Kolar, no estado indiano de Karnataka.

## Geografia
Gauribidanur está localizada a 13° 37′ N, 77° 31′ L. Tem uma altitude média de 694 metros (2276 pés).

## Demografia
Segundo o censo de 2001, Gauribidanur tinha uma população de 30 530 habitantes. Os indivíduos do sexo masculino constituem 51% da população e os do sexo feminino 49%. Gauribidanur tem uma taxa de literacia de 72%, superior à média nacional de 59,5%: a literacia no sexo masculino é de 77% e no sexo feminino é de 67%. Em Gauribidanur, 11% da população está abaixo dos 6 anos de idade.